# Velkenye
Velkenye (szlovákul: Vlkyňa) község Szlovákiában, a Besztercebányai kerületben, a Rimaszombati járásban.

## Fekvése
Tornaljától 17 km-re délre fekszik, közvetlenül a Rima folyó mellett.

## Története
A települést 1216-ban említik először "predium Pavla" (Pál birtoka) néven. 1289-ben "Welkenye", 1336-ban "Weelkunie", "Wlkwnya", 1344-ben "Velkenye" néven szerepel a korabeli forrásokban. Az esztergomi érsekség birtoka volt. A 14. században előbb a Putnoky, majd 1344-től a Széchy család tulajdonában állt. 1411-ben visszakapta az érsekség. A török háborúk alatt a lakosság száma nagymértékben csökkent. 1776-ban a rozsnyói püspökség megalapításával a püspökség birtoka lett.
Vályi András szerint "VELKENYE. Magyar falu Gömör Várm. földes Ura a’ Rozsnyói Püspökség, lakosai többfélék, fekszik Sajó Püspökihez nem meszsze, és annak filiája; földgye közép termékenységű, piatza öt mértföldnyire, legelője elég, fája is van."
Fényes Elek szerint "Vekenye, Gömör vmegyében, magyar falu, ut. p. Putnok és Rima-Szécs között, a Rima mellett: 438 kath., 7 ref. lak. Földe termékeny; legelője, rétje elég van. F. u. a rosnyói püspök."
1828-ban 54 házában 445 lakos élt, akik főként mezőgazdasággal foglalkoztak. 1836 nyarán a falu a fazsindelyes templommal együtt teljesen leégett. Az új templomot 1880 és 1892 között építették fel. 1904-ben 119 ház volt és 479 lakos élt a faluban.
Gömör-Kishont vármegye monográfiája szerint "Velkenye, rimamenti magyar kisközség, körjegyzőségi székhely, 120 házzal és 493 róm.. kath. vallású lakossal. Az esztergomi érsekség ősi birtoka. 1336-ban a Putnokiak lesznek az urai, 1344-ben pedig Széchi Miklós és Ivánka erőszakkal elfoglalják, azonban csak rövid ideig bírhatták. 1411-ben ismét az esztergomi érsek kapja, és a rozsnyói püspökség felállításával e püspökség birtoka lesz. A község 1836-ban a templommal együtt földig leégett. Mostani róm. kath. temploma 1891-ben épült. A község postája és vasúti állomása Bánréve, távírója pedig Csíz."
A trianoni békeszerződésig Gömör-Kishont vármegye Putnoki járásához tartozott. 1920-ban határőrlaktanya épült a faluban, mely 2002-ig működött. 1938 és 1944 között újra Magyarország része volt.
Termelőszövetkezete 1952-ben alakult. A villanyt 1957-ben vezették be. Magyar alapiskolája 1978-ig működött, akkor azonban a lénártfalvi iskolához csatolták. 1979-ben az iskola helyén óvoda nyílt.

## Népessége
| Év:            | 1994. | 2004.    | 2014.    | 2024.   |
| -------------- | ----- | -------- | -------- | ------- |
| Emberek száma: | 306   | 337      | 403      | 401     |
| Eltérés:       |       | +10,13 % | +19,58 % | -0,49 % |

| Év:            | 2023. | 2024.   |
| -------------- | ----- | ------- |
| Emberek száma: | 383   | 401     |
| Eltérés:       |       | +4,69 % |

1910-ben 505-en, túlnyomórészt magyarok lakták.
2001-ben 319 lakosából 307 magyar.
2011-ben 348 lakosából 331 magyar és 16 szlovák.

## Nevezetességei
A Rózsafüzér Királynője tiszteletére szentelt, római katolikus temploma 1898-ban épült neoklasszicista stílusban.

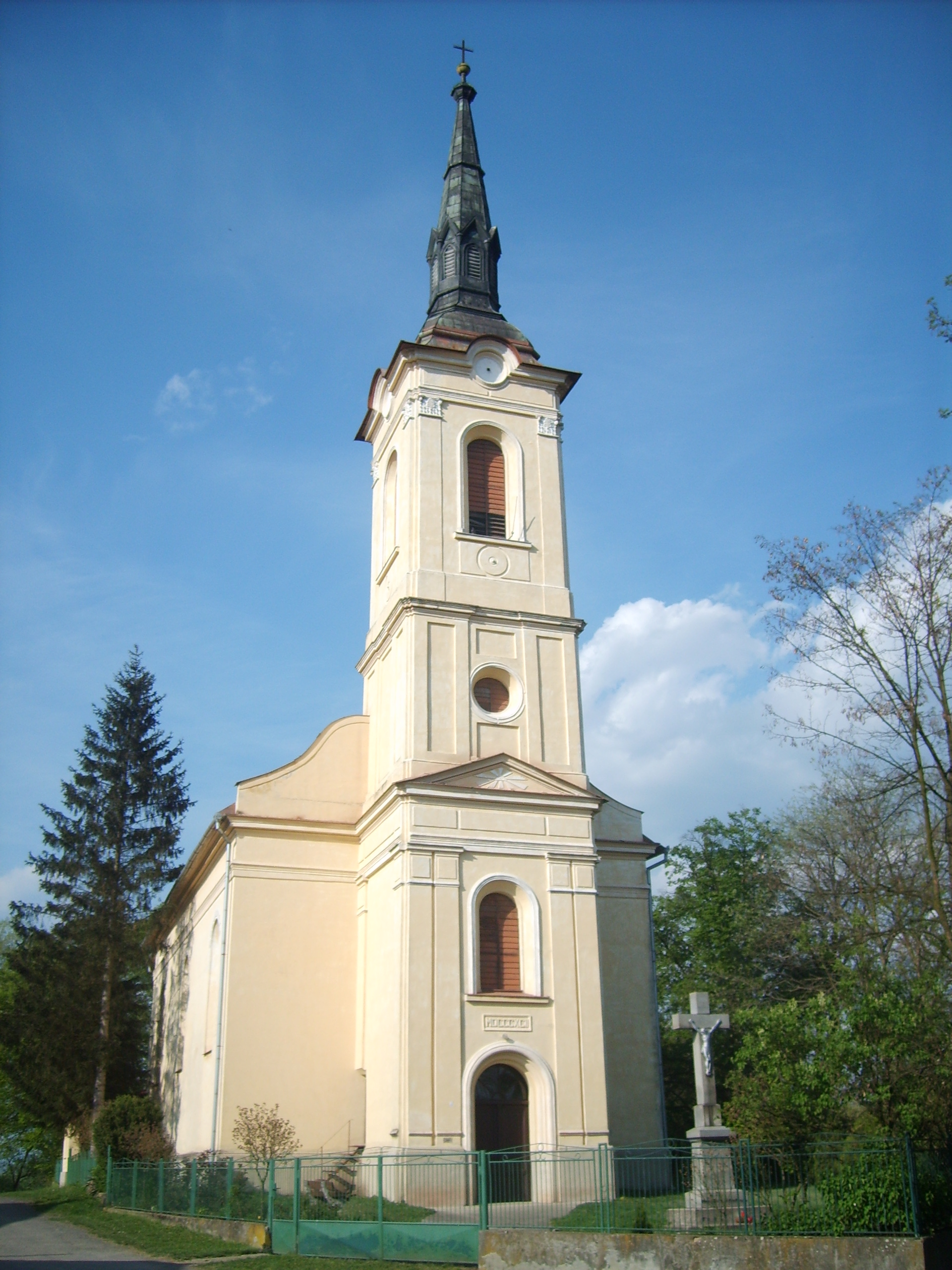
Római katolikus templom
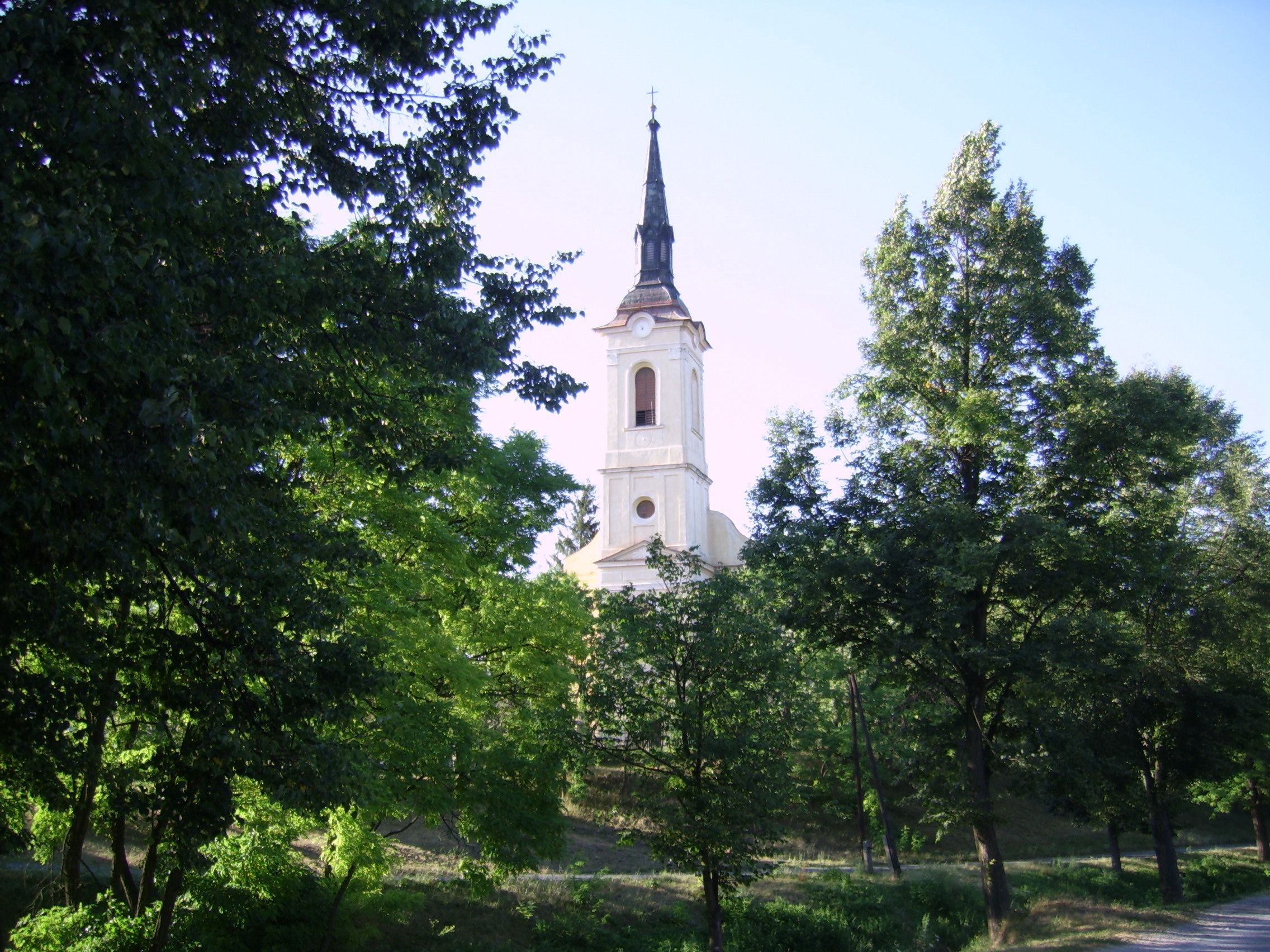
Római katolikus templom nyáron